# Бежановский, Станислав Юзеф
Станислав Юзеф Бежановский (пол. Stanisław Józef Bieżanowski; 1628 — 10 ноября 1693) — польский историк, поэт. Профессор Краковского университета.

## Биография
Родился в городе Львов в семье мещан. Учился в Краковском университете, в 1655 году получил степень магистра свободных искусств. С 1666 года — профессор поэтики в этом же университете. Как историограф Краковского университета (с 1689) записал хронику университета за 1666—1688 годы («Annalium fundationis Petricianae ab Anno Christi 1666 usque ad Annum 1688»), в которой, кроме университетских дел, кратко описал события времён Яна II Казимира и Михаила Корибута Вишневецкого, а также более подробно, Яна III Собеского. В 1884 году Ф. Майхровичем изданы материалы за 1683 год; все рукописи хранятся в Национальной библиотеке имени Оссолинских. Бежановский был также автором многих панегириков.
Умер в городе Краков.